# Дальний (остров, Карское море)
Дальний — относительно малый остров архипелага Новая Земля. Административно входит в Архангельскую область России.
Остров расположен у выхода из залива Ога. Вытянут с северо-востока на юго-запад. Поверхность равнинная, берега обрывистые, скалистые. Озёра и реки отсутствуют. Растительность скудна, поскольку остров расположен за Северным полярным кругом и климат крайне суров.
В 260 метрах от южного окончания острова расположены две безымянные скалы, а в 860 метрах от северо-восточного окончания — берег острова Северного.

## Топографические карты
- Лист карты S-40-XVII,XVIII разв. Пастухова. Масштаб: 1 : 200 000. Состояние местности на 1987 год. Издание 1992 г.